# 4 Front Ukraiński
4 Front Ukraiński (ros. 4-й Украинский фронт) – związek operacyjno-strategiczny Armii Czerwonej o kompetencjach administracyjnych i operacyjnych na zachodnim terytorium ZSRR, działający podczas wojny z Niemcami w czasie II wojny światowej.

## Formowania i walki
Utworzony 20 października 1943 z Frontu Południowego. 
Rozwinął się na linii: Zaporoże, Melitopol przeciw niemieckiej 6 Armii z Grupy Armii Południe. Do końca 1943 osiągnął dolny bieg Dniepru od Nikopola do Chersonia. W okresie 8–18 kwietnia 1944 wraz z Samodzielną Armią Nadmorską wziął udział w wyzwalaniu Krymu, 5–12 maja w operacji sewastopolskiej.
Rozformowany 16 maja 1944.
Utworzony ponownie 5 sierpnia 1944. Podczas operacji lwowsko-sandomierskiej rozwinął się przeciw Grupie Armii Północna Ukraina. W październiku wraz z 2 Frontem Ukraińskim uczestniczył w operacji wschodniokarpackiej przeciw niemieckiej 1 Armii Pancernej i węgierskiej 1 Armii.
W operacji zachodniokarpackiej, 12 stycznia – 18 lutego 1945 prowadził działania przeciw niemieckiej Grupie Armii A, współdziałał z 1 Frontem Ukraińskim i 1 Frontem Białoruskim. Następnie poprowadził główne uderzenie w ogólnym kierunku na Nowy Sącz i Kraków.
W lutym–marcu zajął dogodne pozycje w rejonie Istebnej. Od końca marca (od 24 marca do 15 kwietnia 1945) prowadził ciężkie walki na polskim Górnym Śląsku w rejonie Żor i Wodzisławia Śląskiego. W okresie 6–11 maja wraz z częścią sił 1 i 2 Frontu Ukraińskiego przeprowadził operację praską przeciw siłom Grupy Armii „Środek” i Grupie Armii „Ostmark” (Austria).

## Struktura organizacyjna
Skład początkowy
- 2 Gwardyjska Armia;
- 3 Gwardyjska Armia;
- 5 Armia Uderzeniowa;
- 28 Armia;
- 51 Armia;
- 2 Gwardyjski Korpus Zmechanizowany;
- 8 Armia Lotnicza

Skład początkowy w II formowaniu
- 1 Gwardyjska Armia;
- 18 Armia Lotnicza;
- 8 Armia Lotnicza

później również (w różnym czasie):
- 38 Armia
- 60 Armia

## Dowództwo Frontu
| Dowódcy frontu                   | Dowódcy frontu   | Dowódcy frontu |
| Stopień, imię i nazwisko         | Czasokres        | Formowanie     |
| -------------------------------- | ---------------- | -------------- |
| gen. armii Fiodor Tołbuchin      | do 15 maja 1944  | I formowanie   |
| gen. płk/gen. armii Iwan Pietrow | do 26 marca 1945 | II fromowanie  |
| gen. armii Andriej Jeriomienko   | do 11 maja 1945  | II fromowanie  |

Członek Rady Wojennej:
- gen. mjr Nikita Subbotin[2]

Szef sztabu:
- gen. por. Siergiej Biriuzow[2]